# Katastrofa kolejowa pod Otłoczynem
Katastrofa kolejowa pod Otłoczynem – czołowe zderzenie pociągu osobowego relacji Toruń Główny – Łódź Kaliska z pociągiem towarowym relacji Otłoczyn – Wrocki, na odstępie Otłoczyn – Brzoza Toruńska, do którego doszło 19 sierpnia 1980 roku około godziny 4:30. W wypadku śmierć poniosło 67 osób, a ranne zostały 64 osoby.
Pod względem liczby osób, które poniosły śmierć, była to prawdopodobnie największa katastrofa w historii polskich kolei (według niektórych źródeł większą liczbę ofiar pochłonęła katastrofa kolejowa w Barwałdzie Średnim).
Według klasyfikacji wypadków i wydarzeń kolejowych, wypadek ten został uznany według przepisów R-3 o prowadzeniu dochodzeń powypadkowych do kategorii 106 za niezatrzymanie się pociągu (pojazdu pomocniczego) przed sygnałem „Stój” w miejscu, gdzie powinien się zatrzymać, albo uruchomienie pociągu (pojazdu pomocniczego) bez wymaganego zezwolenia. Zgodnie z taką kategorią podejmowane były przewidziane przepisami czynności wyjaśniające okoliczności wypadku.

## KomunikatPAP
19.08.1980 r. Zderzenie pociągów pod Otłoczynem
Warszawa (PAP). 19 bm. o godz. 4 min. 30 w pobliżu Torunia wydarzyła się tragiczna katastrofa kolejowa. Pociąg osobowy jadący z Torunia do Łodzi Kaliskiej zderzył się z pociągiem towarowym relacji Włocławek – Toruń, jadącym od stacji Otłoczyn po niewłaściwym torze. W katastrofie śmierć poniosło 41 osób. Około 50 osób rannych przewieziono do szpitali w Toruniu i Aleksandrowie Kujawskim, z czego po udzieleniu pomocy 27 osób udało się do domów. Dla zbadania przyczyn katastrofy powołano komisję rządową pod przewodnictwem wicepremiera Tadeusza Wrzaszczyka.

## Charakterystyka katastrofy

### Pociągi biorące udział w wypadku
- Pociąg osobowy nr 5130 jadący z Torunia do Łodzi. Skład pociągu osobowego: lokomotywa spalinowa SP45-160 z lokomotywowni Toruń Główny i siedem wagonów osobowych (pięć wagonów z miejscami do siedzenia serii 101A i dwa wagony z miejscami do leżenia w transporcie bezpośrednim z Kołobrzegu do Łodzi). Masa pociągu osobowego wynosiła około 452 tony, długość natomiast około 190 metrów. Drużyna trakcyjna tego pociągu: maszynista Gerard Przyjemski, lat 39, drugi maszynista Józef Głowiński, lat 28. Drużyna konduktorska w tym pociągu: kierownik pociągu Henryk Różański, lat 54, konduktor rewizyjny Kazimierz Szymański.
- Pociąg towarowy nr 11599 jadący z Otłoczyna do Wrock. Skład pociągu: lokomotywa spalinowa ST44-607 z lokomotywowni Chojnice i 16 pustych wagonów towarowych serii Ea. Masa pociągu towarowego wynosiła około 436 ton, a długość około 247 metrów. Drużyna trakcyjna w pociągu towarowym: maszynista Mieczysław Roschek, lat 43, drugi maszynista Andrzej Bogusz, lat 23.

### Miejsce zderzenia pociągów i panujące warunki
Dwutorowa, wówczas niezelektryfikowana linia kolejowa nr 18 z Kutna do Piły, szlak z Otłoczyna do Torunia Głównego, odstęp z Otłoczyna do Brzozy Toruńskiej.
19 sierpnia 1980 roku w dniu katastrofy kolejowej wschód Słońca nastąpił o godzinie 5:33, temperatura powietrza wynosiła około 11 °C, w niektórych miejscach zalegała lekka mgła, a widoczność była dobra.

### Przebieg zdarzenia

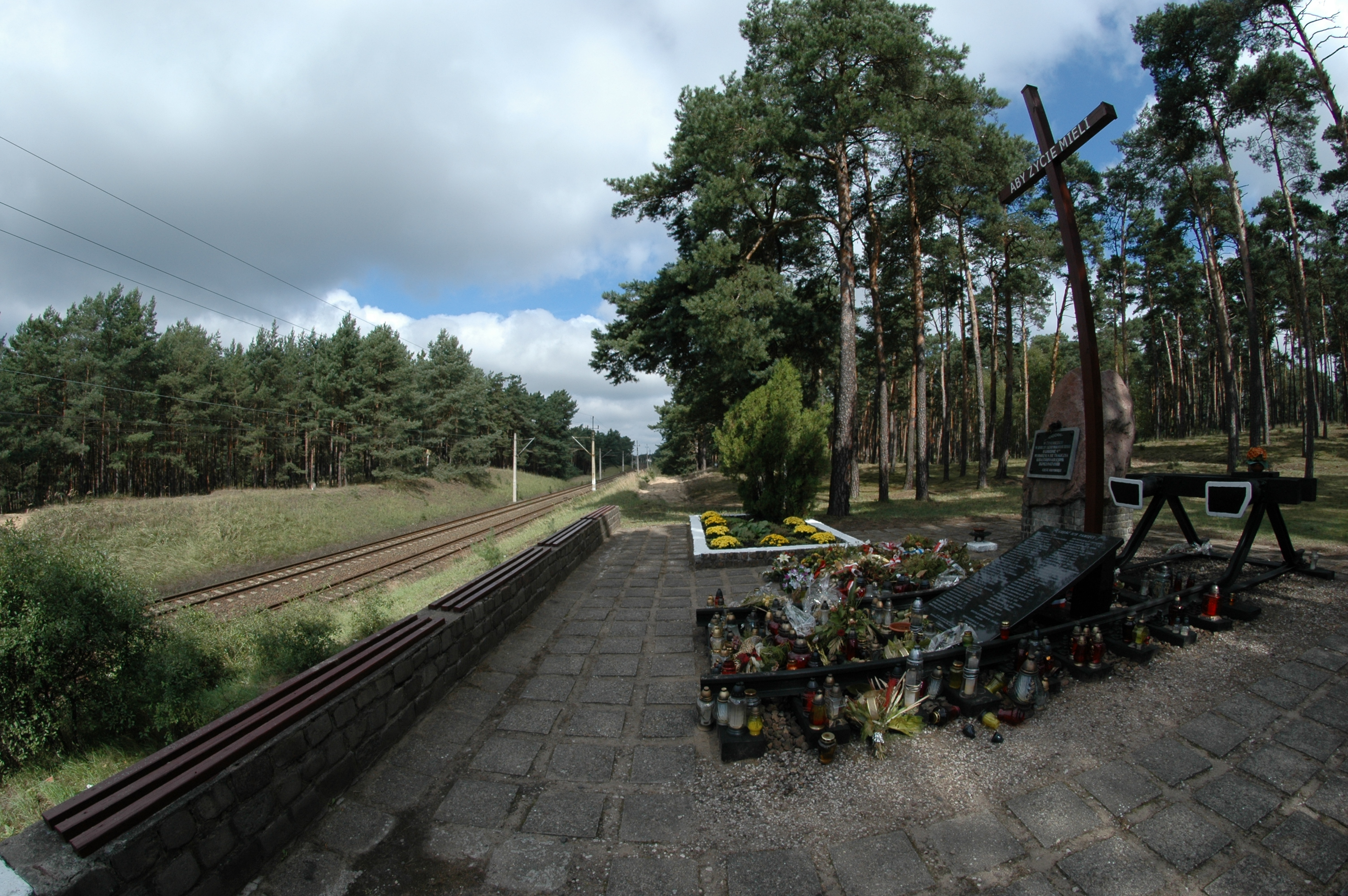
Miejsce katastrofy i pomnik

O godzinie 4:18 ze stacji Toruń Główny odjechał opóźniony (planowy odjazd miał nastąpić o godzinie 3:47) pociąg osobowy nr 5130 do Łodzi Kaliskiej. Opóźnienie wynikało z faktu doczepiania w Toruniu dwóch wagonów z miejscami do leżenia, przechodzących z pociągu z Kołobrzegu. Najbliższe zatrzymanie tego pociągu było przewidziane na stacji Aleksandrów Kujawski, a rozkładowa prędkość – do 90 km/h. Pociąg zgodnie z rozkładem jechał torem szlakowym nr 2 – właściwym dla swojego kierunku jazdy.
Około godziny 4:20 ze stacji kolejowej Otłoczyn bez zezwolenia i po nieprzygotowanej dla niego drodze przebiegu odjechał pociąg towarowy nr 11599. Maszynista pociągu towarowego – Mieczysław Roschek uruchomił pociąg, minął sygnał Sr 1 Stój na semaforze wyjazdowym ze stacji w kierunku Torunia Głównego i wskutek rozprucia rozjazdu krzyżowego nr 10 wyjechał na szlak, na tor nr 2 – niewłaściwy, tj. przeciwny do zasadniczego kierunku ruchu.
Rozprucie rozjazdu oznacza przejazd taboru kolejowego przez rozjazd w kierunku „z ostrza”, przy nieodpowiednim dla jego jazdy ustawieniu iglic zwrotnicy tego rozjazdu. Wskutek nacisku obrzeży kół taboru następuje siłowe odsunięcie iglic. Jazda taka pozostawia trwałe i łatwe do zidentyfikowania ślady rozprucia, a gdy rozjazd jest nieprzystosowany do rozpruwania (nierozpruwalny) powoduje trwałe uszkodzenie zwrotnicy. Ponadto rozprucie rozjazdu, którego zwrotnica jest sterowana zdalnie – z nastawni, jest na tej nastawni sygnalizowane w urządzeniach sterowania ruchem kolejowym.
Wyjazd bez zezwolenia pociągu towarowego nr 11599 został zasygnalizowany w urządzeniach sterowania ruchem kolejowym na nastawni wykonawczej Oc1 stacji Otłoczyn. Pełniąca służbę nastawniczej Zofia Wróblewska, zawiadomiła o tym fakcie dyżurnego ruchu dysponującego stacji Otłoczyn – Jana Woźniaka.
Dyżurny dysponujący stacji Otłoczyn bezzwłocznie skontaktował się z posterunkiem odstępowym Brzoza Toruńska w celu poinformowania, że ze stacji Otłoczyn, bez zezwolenia, po torze niewłaściwym („pod prąd”) odjechał pociąg towarowy i w celu uzgodnienia działań w związku z poważnym zagrożeniem bezpieczeństwa ruchu kolejowego.
W czasie rozmowy dyżurny dysponujący stacji Otłoczyn został poinformowany przez pełniącą służbę w Brzozie Toruńskiej dyżurną ruchu odstępową, iż semafor z sygnałem Sr 2 Wolna droga na jej posterunku minął właśnie pociąg osobowy nr 5130 zmierzający torem nr 2 do Otłoczyna. Jakiekolwiek działania w celu powiadamiania maszynistów bądź zatrzymania pociągów były niewykonalne z braku środków, które by to umożliwiały.
Po około sześciu minutach jazdy pociągu towarowego i około dwóch minutach od minięcia przez pociąg osobowy Brzozy Toruńskiej, około godziny 4:30 w kilometrze 99,312 linii kolejowej nr 18 nastąpiło czołowe zderzenie pociągu osobowego nr 5130 z pociągiem towarowym nr 11599. Prędkość pociągu osobowego w momencie zderzenia wynosiła około 85 km/h, a towarowego około 33 km/h. W wyniku zderzenia obie lokomotywy, trzy wagony pociągu osobowego i trzy wagony pociągu towarowego zostały zniszczone w stopniu kwalifikującym je do kasacji (pierwszy wagon pociągu osobowego praktycznie przestał istnieć). W rezultacie kolizji zginęło 67 osób, a 64 osoby zostały ranne.
Maszynista pociągu towarowego poniósł śmierć na miejscu, pomocnik maszynisty zmarł w szpitalu, zaś w pociągu osobowym maszynista odniósł ciężkie obrażenia, ale przeżył, natomiast pomocnik maszynisty zginął na miejscu. Na miejscu także zginął kierownik pociągu osobowego.
W wyniku zakleszczenia taboru zatarasowane i uszkodzone zostały oba tory.

### Zestawienie poszkodowanych
| Poszkodowani          | Liczba zabitych na miejscu wypadku | Liczba zmarłych w wyniku odniesionych obrażeń | Liczba rannych |
| --------------------- | ---------------------------------- | --------------------------------------------- | -------------- |
| Pasażerowie           | 62                                 | 1                                             | 63             |
| Pracownicy na służbie | 3                                  | 1                                             | 1              |
| Osoby postronne       | 0                                  | 0                                             | 0              |
| Razem                 | 65                                 | 2                                             | 64             |

#### Lista ofiar śmiertelnych
1. Alicja Bekier (lat 18) – Łódź
2. Lucyna Bętkowska (lat 25) – Ustronie Morskie
3. Anna Białas (lat 17) – Sobota
4. Marek Białas (lat 20) – Sobota
5. Andrzej Bogusz (lat 23) – Chojnice (pomocnik maszynisty pociągu towarowego)[8]
6. Cecylia Chełkowska (lat 72) – Toruń
7. Ryszard Durys (lat 28) – Międzyborze
8. Marek Frąckiewicz (lat 28) – Włocławek
9. Barbara Gasis (lat 33) – Włocławek
10. Agnieszka Gasis (lat 7) – Włocławek
11. Adam Gniterak (lat 33) – Biskupiec Pomorski
12. Marzenna Golis (lat 17) – Antoniew
13. Anna Gluba (lat 8) – Łódź
14. Irena Gluba (lat 36) – Łódź
15. Tomasz Gluba (lat 10) – Łódź
16. Marianna Głowacka (lat 68) – Szczecinek
17. Józef Głowiński (lat 28) – Toruń (pomocnik maszynisty pociągu osobowego)
18. Barbara Grad (lat 22) – Jędrzejów
19. Danuta Grochocka (lat 17) – Wałcz
20. Wiesław Hajdukiewicz (lat 19) – Jędrzejewo
21. Ludmiła Janiak (lat 40) – Kępice
22. Andrzej Klisiewicz (lat 22) – Chrostowa
23. Tadeusz Kociak (lat 15) – Aleksandrów Łódzki
24. Anastazja Kowalska (lat 63) – Sitno
25. Jadwiga Kowalska (lat 55) – Grabie
26. Wojciech Kula (lat 33) – Piła
27. Czesław Maciejewski (lat 54) – Bełchatów
28. Iwona Mańkowska (lat 16) – Łódź
29. Janina Markiel (lat 56) – Włocławek
30. Marian Markiel (lat 55) – Włocławek
31. Józef Matusiak (lat 45) – Topólka
32. Barbara Matusiak (lat 42) – Topólka
33. Jadwiga Matuszewska (lat 41) – Łódź
34. Wanda Murawska (lat 39) – Toruń
35. Sławomira Mysłowska (lat 21) – Rekowo-Łobez
36. Bożena Niewinna (lat 17) – Rzeczyca
37. Elżbieta Postek (lat 80) – Wrocław
38. Henryk Pisalski (lat 67) – Łódź
39. Anna Przybylak (lat 25) – Częstochowa
40. Paweł Pułko (lat 23) – Łódź
41. Elżbieta Raniszewska (lat 18) – Grabie
42. Halina Reszka (lat 39) – Łódź
43. Mieczysław Roschek (lat 43) – Chojnice (maszynista pociągu towarowego)
44. Jadwiga Rożniatowska (lat 21) – Zachełmie
45. Henryk Różański (lat 54) – Sierpc (kierownik pociągu osobowego)
46. Bogumiła Sikorska (lat 42) – Toruń
47. Jerzy Sikorski (lat 43) – Toruń
48. Leszek Sikorski (lat 17) – Toruń
49. Ireneusz Sikorski (lat 13) – Toruń
50. Janusz Starościak (lat 23) – Wałcz
51. Stanisława Stola (lat 36) – Łódź
52. Mirosław Śpiewak (lat 22) – Tomaszów Mazowiecki
53. Wacława Święciak (lat 48) – Bełchatów
54. Danuta Święciak (lat 12) – Bełchatów
55. Violetta Świętlicka (lat 15) – Włocławek
56. Wiesław Świętlicki (lat 18) – Czarnowęsy
57. Maria Tybura (lat 17) – Rzeczyca
58. Janusz Wagner (lat 24) – Bydgoszcz
59. Janina Worach (lat 43) – Łódź
60. Józef Worach (lat 44) – Łódź
61. Bogdan Worach (lat 12) – Łódź
62. Marianna Woźniak (lat 60) – Karlino
63. Cecylia Wrzesińska (lat 50) – Łódź[7]
64. Czesław Zadroga (lat 19) – Wykrot
65. Grzegorz Zieliński (lat 29) – Bydgoszcz
66. Józef Zieliński (lat 54) – Łódź
67. Wiesław Żbikowski (lat 24) – Osiek

## Akcja ratunkowa
Organy Milicji Obywatelskiej zostały powiadomione o katastrofie około godziny 4:45. Ze względu na rozmiar katastrofy i spodziewaną liczbę poszkodowanych na miejsce skierowano oddziały straży pożarnej, karetki pogotowia z Torunia, Aleksandrowa Kujawskiego i Włocławka, a także oddziały Ludowego Wojska Polskiego i dwa pociągi ratunkowe.
Akcją ratowania poszkodowanych dowodził płk Karol Krajniak – komendant wojewódzki straży pożarnej w Toruniu.
Ze względu na poważne uszkodzenia taboru osobowego – pierwszy wagon został całkowicie rozbity, dwa kolejne poważnie uszkodzone i poprzewracane – wielogodzinna akcja ratowania poszkodowanych była skrajnie trudna. Ranni byli uwięzieni w zakleszczonych i zgniecionych wagonach. Część pasażerów poniosła natychmiastową śmierć w momencie zderzenia, ale wielu rannych zmarło w trakcie akcji ratunkowej, ponieważ nie udało się do nich dotrzeć na czas. Używanie narzędzi do cięcia metalu było wykluczone z powodu rozlania oleju napędowego ze zbiorników lokomotyw i niebezpieczeństwa pożaru bądź eksplozji. Ranni byli rozwożeni do szpitali w Toruniu, Aleksandrowie Kujawskim i Włocławku. Zwłoki składano w prowizorycznie urządzonej kostnicy, w miejscu, gdzie dziś stoi pomnik upamiętniający katastrofę. Po godzinie 8:00 stwierdzono ponad 30 ofiar śmiertelnych. Identyfikacja zabitych była utrudniona z powodu poważnych obrażeń ciał i zniszczenia dokumentów.
Na miejscu akcji ratunkowej nie urządzono szpitala polowego, ponieważ nie było organizacyjnego przygotowania do tego. Lekarze ratowali życie tym, którzy mieli szansę przeżycia.
Około godziny 8:30 z rozbitej lokomotywy SP45-160 wydobyto ciężko rannego maszynistę pociągu osobowego Gerarda Przyjemskiego.
Na miejsce katastrofy około godziny 11 przybył ówczesny I sekretarz Komitetu Centralnego PZPR Edward Gierek oraz ówczesny premier Edward Babiuch. Wizyta wiązała się z propagandą polityczną, ale skutkowała także wymierną pomocą w sprzęcie i lekach.
Koordynujący akcję lekarz i najbardziej w niej zasłużony dr Kazimierz Grzebień otrzymał Krzyż Kawalerski Orderu Odrodzenia Polski.
Do zbadania przyczyn i okoliczności katastrofy powołano dwie niezależne komisje dochodzeniowe – komisję PKP i komisję rządową. Oprócz tych komisji dochodzenie prowadziła Prokuratura Wojewódzka w Toruniu.

## Dochodzenie i ustalenie przyczyny wypadku
Podczas ustalenia okoliczności i przyczyn tej katastrofy przeprowadzono m.in. eksperymentalne jazdy pociągów.

### Rozpoczęcie służby Mieczysława Roschka w dniu 18 sierpnia 1980 roku
Dochodzenie stwierdziło, że Mieczysław Roschek 18 sierpnia 1980 roku o godzinie 4:00, po 55 godzinach wolnych od służby, zgłosił się do planowej służby. Objąć miał lokomotywę ST44-436, ale w związku z jej defektem ostatecznie objął lokomotywę ST44-607. O godzinie 5:00 rano Roschek wraz z pomocnikiem maszynisty Benedyktem Jelińskim przeprowadził lokomotywę luzem do stacji Racławki, skąd po podjęciu oczekującego na tej stacji składu pociągu towarowego poprowadził go z powrotem do Chojnic. Następnie Roschek poprowadził kolejny pociąg towarowy na trasie Chojnice – Złotów – Piła Główna, do której przyjechał o godzinie 12:05.
W Pile Mieczysław Roschek miał przerwę w pracy, ale nie skorzystał z możliwości odpoczynku i udał się do miasta, skąd powrócił około godziny 16:50. O godzinie 17:05 Roschek wraz z Benedyktem Jelińskim rozpoczęli prowadzenie pociągu z Piły Głównej do Bydgoszczy Głównej, a następnie do Torunia Głównego, dokąd przybyli o godzinie 23:55.

### Przybycie do stacji Toruń Główny i sfałszowanie dokumentacji
Na stacji Toruń Główny, u dyspozytora lokomotywowni, Mieczysław Roschek oświadczył, iż pracę rozpoczął w tym dniu (18 sierpnia) o godzinie 20:30 i lokomotywę przejął w Bydgoszczy, natomiast w Toruniu nastąpić ma jedynie zmiana pomocnika maszynisty. Jednocześnie okazał poświadczony przez stację Bydgoszcz Główna i punkt kontrolny stacji Toruń Główny dokument potwierdzający przedstawione przez niego fakty.
Mieczysław Roschek posłużył się w tym celu formularzem wykazu pracy pojazdów i drużyn trakcyjnych wydanym mu w Chojnicach równocześnie z poleceniem objęcia służby na lokomotywie ST44-436, do czego faktycznie nie doszło z powodu defektu tejże lokomotywy, a który to wykaz zaczął prowadzić od Bydgoszczy równolegle z właściwym wykazem pracy, rzeczywiście przez niego wykonywanej na lokomotywie ST44-607. Należy nadmienić, że obowiązujący wówczas w PKP system wynagrodzeń uzależniał wysokość wynagradzania maszynisty od liczby przepracowanych godzin w danym miesiącu. Czas ten był obliczany na podstawie wyżej wymienionych wykazów.
W Toruniu nastąpiła zmiana pomocnika maszynisty. Dyspozytor lokomotywowni przekonany okazaną przez Roschka sfałszowaną dokumentacją zarządził wymianę pomocnika maszynisty Benedykta Jelińskiego na Andrzeja Bogusza uznając, że Mieczysław Roschek nie wyczerpał dopuszczalnego limitu czasu pracy w wysokości dwunastu godzin i zadysponował obsługiwaną przez Roschka lokomotywę ST44-607 do przeprowadzenia pociągu towarowego ze stacji Otłoczyn do stacji Wrocki. Dyspozycja ta nie spotkała się ze sprzeciwem ze strony Mieczysława Roschka.
W rzeczywistości Mieczysław Roschek miał już w tym momencie przepracowane ponad 20 godzin.

### Objęcie pociągu towarowego 11599 na stacji Otłoczyn

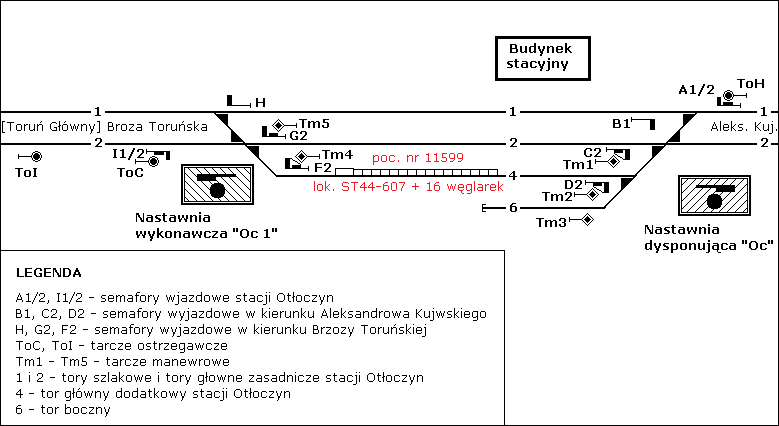
Stacja Otłoczyn
19.08.1980 godz. 2:10–4:20 pociąg nr 11599 oczekuje na sygnał zezwalający na jazdę

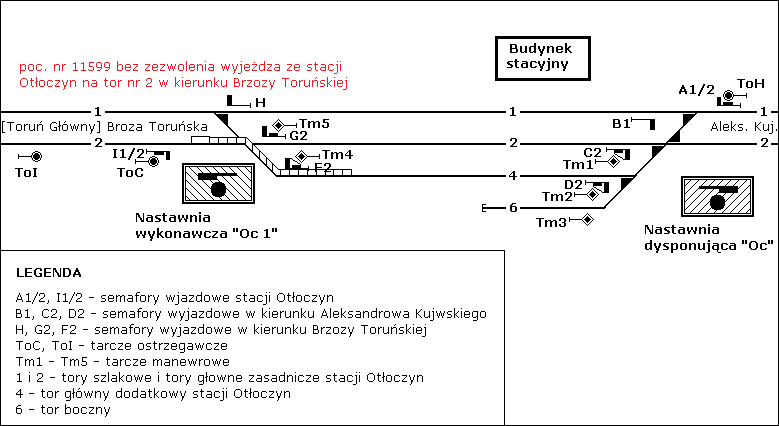
Stacja Otłoczyn
ok. godz. 4:20 wyjazd pociągu nr 11599
bez zezwolenia w kierunku Torunia na tor nr 2

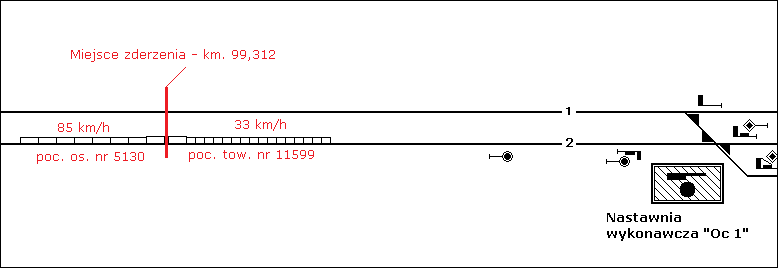
Linia kolejowa nr 18, km 99,312
g. 4:30 czołowe zderzenie
pociągu os. nr 5130 z pociągiem tow. nr 11599

Mieczysław Roschek wraz z Andrzejem Boguszem przybyli do Otłoczyna 19 sierpnia 1980 roku o godzinie 2:10 i po połączeniu lokomotywy ST44-607 ze stojącym tam składem pociągu towarowego (16 pustych węglarek) oczekiwali na otrzymanie sygnału zezwalającego na jazdę w kierunku Torunia. Około godziny 4:20 Mieczysław Roschek bez zezwolenia uruchomił pociąg nr 11599, pominął sygnał „Stój” na semaforze wyjazdowym w kierunku Torunia, wyjechał na szlak, na tor niewłaściwy bez dodatkowego do tego zezwolenia w postaci rozkazu szczególnego i spowodował tym samym poważne zagrożenie bezpieczeństwa ruchu kolejowego.

### Odjazd z Otłoczyna i sposób prowadzenia pociągu towarowego
Po odjeździe z Otłoczyna pociąg towarowy nr 11599 prowadzony był w sposób świadomy, z pełnym rozmysłem. Na taśmie prędkościomierza rejestrującego parametry techniczno-eksploatacyjne zarejestrowane zostało zwiększenie prędkości pociągu od 0 do 42 km/h na odcinku około 1800 metrów, następnie na odcinku około 900 metrów utrzymywana była w granicach 40 km/h, a na odcinku około 150 metrów przed miejscem czołowego zderzenia prędkość zmalała do 33 km/h. Przy tej prędkości pociąg towarowy 11599 zderzył się czołowo z pociągiem osobowym nr 5130. Taki sposób prowadzenia pociągu wymagał świadomego operowania nastawnikiem jazdy i właściwego regulowania mocą lokomotywy dla odpowiedniego jej zmniejszenia po osiągnięciu zaplanowanej prędkości.
Mieczysław Roschek po odjeździe z Otłoczyna sześciokrotnie kasował „czuwak”, tj. urządzenie mające utrzymywać maszynistę w stanie pełnej gotowości psychicznej do prawidłowego wykonywania czynności zapewniających bezpieczeństwo ruchu kolejowego, w tym po raz ostatni na około 30 sekund przed zderzeniem.
Operowanie przyrządami rozmieszczonymi w różnych miejscach kabiny w obrębie stanowiska maszynisty lokomotywy spalinowej ST44, w sposób odzwierciedlony w zarejestrowanych parametrach jazdy pociągu nr 11599, na odcinku od ruszenia ze stacji Otłoczyn do momentu czołowego zderzenia możliwe jest do wykonania jedynie przez człowieka w pełni zorientowanego w czasie i przestrzeni, i wykwalifikowanego w wykonywaniu takich czynności.
23 sierpnia 1980 roku przeprowadzono eksperyment śledczy polegający na przeprowadzeniu stosownej analizy teoretyczno-matematycznej, jak i jazdy eksperymentalnej wykonanej na tym samym odcinku, takim samym składem pociągu, który potwierdził ustalenia.

### Ekspertyzy w zakresie błędnej interpretacji sygnałów
Przeprowadzono ekspertyzy błękitno-fioletowego szkła z sygnału świetlnego tarczy manewrowej Tm4 oraz poczyniono podczas eksperymentów przeprowadzonych w porze nocnej 23 sierpnia i 9 września 1980 roku obserwacje sygnałów świetlnych owej tarczy i semafora F2 usytuowanego przy torze nr 4 stacji Otłoczyn.
Ekspertyzy te wykluczyły występowanie jakiejkolwiek możliwości błędnej interpretacji sygnałów spowodowanych ewentualnymi usterkami technicznymi w sposobie zamontowania przysłon latarniowych i lamp oświetleniowych. Wykluczono możliwość pomylenia widocznych świateł: czerwonego i błękitno-fioletowego i uznania, iż na semaforze wyjazdowym wyświetlone są światła: zielone i pomarańczowe.

### Możliwość orientacji co do faktu jazdy torem niewłaściwym
Na drodze postępowania wyjaśniającego wykluczono możliwość dezorientacji Mieczysława Roschka powodowanej wyjazdem ze stacji Otłoczyn bez przepisowo oświetlonego – przy użyciu trzech projektorów – czoła lokomotywy ST44-607. Zeznania trzech maszynistów, którzy 19 sierpnia 1980 roku pomiędzy godziną 2:00 a 4:30 prowadzili pociągi z kierunku Torunia w kierunku Aleksandrowa Kujawskiego i w Otłoczynie mijali pociąg nr 11599, a także zeznanie złożone przez Gerarda Przyjemskiego – maszynistę, który prowadził pociąg osobowy 5130 i przeżył czołowe zderzenie – wskazują, że pociąg nr 11599 prowadzony był z oświetlonym w pełni czołem lokomotywy. Przeciwnego zdania była nastawnicza ze stacji Otłoczyn Zofia Wróblewska, która zeznała, że pociąg towarowy wyruszył na szlak nieoświetlony. Zaobserwowanie ze stanowiska maszynisty lokomotywy spalinowej serii ST44 faktu jazdy po lewym – a więc na linii dwutorowej niewłaściwym – torze, przy włączonych wszystkich trzech projektorach czołowych tego pojazdu, nie mogło stanowić dla Mieczysława Roschka trudności.
W pełni świadome prowadzenie pociągu potwierdził także fakt, iż na krótkim, wynoszącym około 150 metrów odcinku drogi poprzedzającym bezpośrednio zderzenie nastąpił nagły spadek szybkości będący następstwem nagłego hamowania. Uwzględniając cechy konstrukcyjne i techniczno-eksploatacyjne lokomotywy serii ST44 ustalono, iż podjęcie i urzeczywistnienie decyzji o hamowaniu nastąpiło w momencie spostrzeżenia świateł pociągu osobowego jadącego z przeciwnej strony, a więc kiedy nie było jeszcze innych – poza nagłym stwierdzeniem faktu jazdy po torze niewłaściwym – obiektywnych przesłanek do podjęcia tego rodzaju decyzji.
9 września 1980 roku przeprowadzono kolejny eksperyment, którego wyniki korespondowały z zapisami na taśmach rejestrujących parametry ruchu obu pociągów. Dowiedziono, iż możliwość lokalizacji przez maszynistów obydwu pociągów ich położenia na jednym torze – z założeniem, iż jest to położenie nie budzące żadnych wątpliwości – występowała przy zbliżeniu się obu lokomotyw do siebie na odległość około 150 metrów, co miało miejsce na około 4 sekundy przed zderzeniem. Ustalono też, że na takim odcinku i w takim czasie nie byłoby możliwe tak wyraźne, jak to stwierdzono na taśmie prędkościomierza lokomotywy ST44-607, zarejestrowanie nagłego hamowania. Oznacza to, że Mieczysław Roschek podjął hamowanie natychmiast po zauważeniu świateł pociągu jadącego z przeciwnego kierunku, jeszcze przed miejscem, które nie pozostawia wątpliwości, iż jadące pociągi znajdują się na tym samym torze i zmierzają na czołowe zderzenie.
Dochodzenie dowiodło także, iż Mieczysław Roschek miał możliwość zorientowania się, że prowadzony przez niego pociąg towarowy porusza się po torze niewłaściwym ze względu na widoczność sygnałów kontrolnych usytuowanych z lewej strony toru nr 2 kształtowego semafora wjazdowego stacji Otłoczyn z kierunku Torunia, a następnie także poprzedzającej go kształtowej tarczy ostrzegawczej. Niestwierdzenie tego faktu przez Mieczysława Roschka pozostawało w sprzeczności z podstawowymi zasadami bezpieczeństwa ruchu pociągów na liniach dwutorowych, stanowiącymi, że jazda torem niewłaściwym (lewym dla danego kierunku) jest dopuszczalna tylko na podstawie pisemnego rozkazu szczególnego, doręczonego maszyniście za pokwitowaniem, którego wydanie 19 sierpnia 1980 roku – w odniesieniu do pociągu nr 11599 – nie nastąpiło.

### Analiza przyczyn śmierci i stanu fizycznego pracowników
Śmierć Mieczysława Roschka nastąpiła w wyniku rozległych obrażeń ciała odniesionych w momencie zderzenia pociągów. Mieczysław Roschek w chwili zderzenia pozostawał na miejscu maszynisty, za nastawnikiem jazdy. Ciężko ranny pomocnik maszynisty Andrzej Bogusz został wydobyty z rozbitej lokomotywy ST44-607 w początkowej fazie akcji ratunkowej przez uczestniczących w akcji żołnierzy LWP. Miejsce odnalezienia Bogusza znajdowało się poza obrębem całkowicie zniszczonej siłą zderzenia kabiny maszynisty. Fakt ten wskazywał, iż Andrzej Bogusz w momencie zderzenia znajdował się poza kabiną, ale ustalenie, czy w krytycznym momencie opuszczał on stanowisko pomocnika maszynisty powodowany naturalnym odruchem obronnym, czy też wchodził do kabiny z przedziału maszynowego, w którym mógł przebywać w momencie wyjazdu pociągu ze stacji Otłoczyn było niemożliwe.
Pomocnik maszynisty zobowiązany jest podczas jazdy pociągu do przebywania w kabinie maszynisty i równoczesnego z maszynistą obserwowania wskazań sygnałów i wskaźników na trasie przejazdu. Nie można wykluczyć, iż Andrzej Bogusz w tej konkretnej sytuacji nie został zawiadomiony o rozpoczynaniu jazdy i w porę wezwany do zajęcia miejsca w kabinie maszynisty, przy takim założeniu, zmierzałby on z maszynowni do kabiny, zaniepokojony jazdą pociągu.
Andrzej Bogusz nie odzyskał przytomności od momentu odnalezienia go we wraku lokomotywy i zmarł w szpitalu w następstwie odniesionych obrażeń 24 sierpnia 1980 roku.
Sekcja zwłok Mieczysława Roschka nie ujawniła na jego ciele innych obrażeń – mogących wskazywać na działanie osób trzecich – poza odniesionymi w wyniku zderzenia pociągów i zgniecenia kabiny maszynisty. Przeprowadzone w Instytucie Analiz Sądowych w Krakowie badania chemiczne i toksykologiczne pobranych w czasie sekcji narządów wykluczyły możliwość pozostawania przez Mieczysława Roschka pod wpływem alkoholu bądź innego środka odurzającego albo trującego.
Również badanie krwi ciężko rannego pomocnika maszynisty wykazało, iż w momencie zderzenia nie pozostawał on pod działaniem alkoholu.
Wszyscy pracownicy pełniący służbę tego dnia i mający bezpośredni udział w prowadzeniu i zapewnieniu bezpieczeństwa ruchu kolejowego związani z wypadkiem byli trzeźwi i w stanie psychofizycznym umożliwiającym wykonywanie powierzonych im obowiązków.

### Dokumentacja jazdy pociągu towarowego
Wśród dokumentów znalezionych w rozbitej kabinie lokomotywy ST44-607 zabezpieczono także raport z jazdy pociągu nr 11599, w którym w rubryce dotyczącej czasu odjazdu pociągu ze stacji Otłoczyn wpisano godzinę 4 minut 20. Zapis ten odpowiadał odczytowi wskazań zegara wbudowanego w prędkościomierz lokomotywy ST44-607.
Fakt odnotowania godziny odjazdu w dokumentach pociągu przemawiał też za tym, że uruchamiając pociąg, prowadzący lokomotywę maszynista był subiektywnie przekonany, iż otrzymał sygnał zezwalający na jazdę.
Poczynione w ten sposób ustalenia pozwalały stwierdzić, iż w momencie wyjazdu pociągu nr 11599 ze stacji Otłoczyn, co nastąpiło około godziny 4:20, Mieczysław Roschek rozpoczął dwudziestą piątą godzinę nieprzerwanej pracy. Zmęczenie maszynisty niewątpliwie miało wpływ na obniżenie jego sprawności psychofizycznej.
Stan ten został spowodowany jego własnym, świadomym działaniem, które prowadzący dochodzenie w tej sytuacji uznali za pozostające w bezpośrednim związku z zaistniałą katastrofą.

### Badanie urządzeń sterowania ruchem kolejowym
Analiza stanu urządzeń sterowania ruchem kolejowym wykluczyła możliwość ingerencji w nie osób do tego nieuprawnionych i podanie przez te osoby dla pociągu towarowego nr 11599 fałszywego sygnału zezwalającego na jazdę.
Nie stwierdzono także jakichkolwiek przesłanek pozwalających przyjąć, iż impulsem dla wyjazdu pociągu towarowego 11599 po torze niewłaściwym ze stacji Otłoczyn był sygnał odjazdu podany na urządzeniach sygnalizacyjnych stacji celowo bądź omyłkowo przez obsługę stacji lub osoby trzecie, przy czym obsługa stacji nie miała także w powstałej sytuacji obiektywnych możliwości skutecznego zapobieżenia zaistnieniu katastrofy.

### Orzeczenie o sprawstwie katastrofy
Przeprowadzone śledztwo wykazało, iż bezpośrednią przyczyną katastrofy była jazda pociągu towarowego nr 11599, prowadzonego lokomotywą spalinową ST44-607 po torze niewłaściwym, przy czym wyjazd tego pociągu ze stacji Otłoczyn nastąpił bez podania przez obsługę tej stacji sygnału Sr 3 Wolna droga ze zmniejszoną szybkością na semaforze F2 i przy nieułożonej dla wyjazdu tego pociągu drodze przebiegu.
Działanie Mieczysława Roschka zostało ocenione jako co najmniej lekkomyślne, a ponieważ pozostawało ono w bezpośrednim związku przyczynowym z zaistniałą katastrofą kolejową, w konsekwencji uznano go sprawcą tej katastrofy.
W toku prowadzonego postępowania nie ujawniono żadnych uchybień w sposobie odprawienia ze stacji Toruń Główny pociągu osobowego nr 5130 relacji Toruń Główny – Łódź Kaliska i jego prowadzenia od tej stacji do miejsca katastrofy przez drużynę lokomotywy spalinowej SP45-160.

## Legendy dotyczące katastrofy

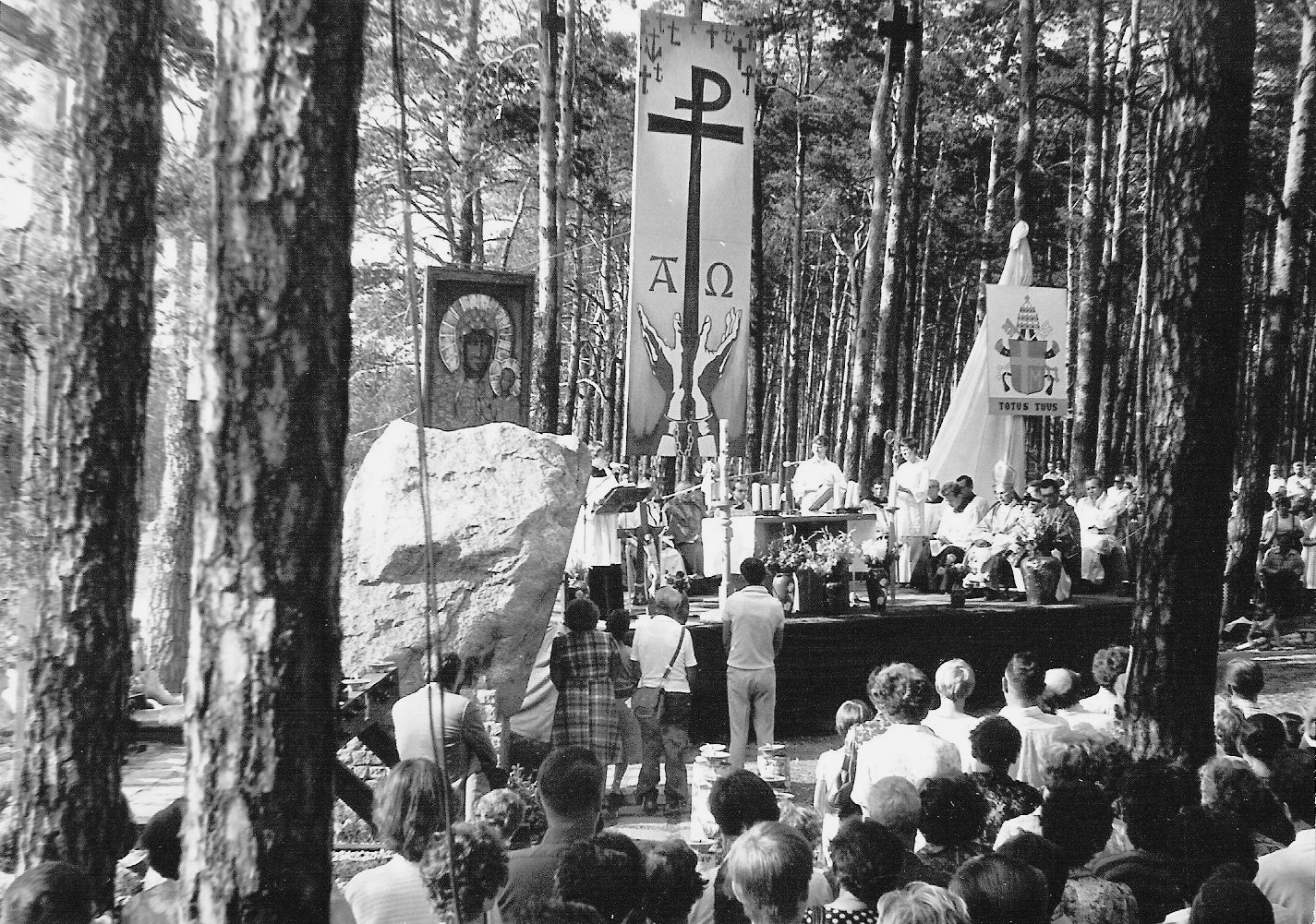
1984 – msza święta przy pomniku w rocznicę wypadku kolejowego koło Otłoczyna

Katastrofa wydarzyła się w stosunkowo burzliwym politycznie okresie. Zgodnie z zasadami obowiązującymi publikacje w PRL (cenzurą), opinia publiczna nie była w sposób powszechny informowana o przebiegu dochodzenia powypadkowego ani jego ustaleniach, co spowodowało powstawanie przypuszczeń o przyczynach zdarzenia.
Niektóre z nich mówiły, że:
- … na lokomotywę wsiadła osoba postronna i sterroryzowała obsługę, nakazując uruchomienie pociągu; następnie, krótko przed zderzeniem, domniemany terrorysta wyskoczył i zbiegł w nieustalonym kierunku. Prokuratura badała taką hipotezę i jednoznacznie ją wykluczyła[10][11].
- … w dniu katastrofy, po zakończeniu usuwania zniszczonego taboru z toru nr 1 i wznowieniu ruchu pociągów z ograniczeniem prędkości do 5 km/h w miejscu katastrofy, przejechał pociąg towarowy, a na jednym z wagonów miał być widoczny napis: Dzisiaj Otłoczyn – jutro Gdańsk. W innej wersji miał to być napis: Otłoczyn preludium Gdańska[10][11]
- … miał to być zamach na dygnitarzy partyjnych podróżujących kursującym tą linią pociągiem ekspresowym Kujawiak relacji Bydgoszcz – Warszawa. Pociąg ekspresowy Kujawiak istotnie jeździł tą trasą, ale kilka godzin po pociągu osobowym nr 5130[11].
- … pociąg towarowy wysłano celowo – aby doprowadzić do zderzenia z transportem wojsk radzieckich zajmujących Polskę, albo że transport wojsk radzieckich jechał pociągiem towarowym nr 11599[11].

W mediach okoliczności dotyczące katastrofy podawane są niejednokrotnie nieściśle (liczba ofiar oscyluje od 60 do 70), przeinaczane albo przekazywane były informacje nie znajdujące pokrycia w faktach (cytaty: ...wjeżdża rozpędzony skład wypełniony węglem – w rzeczywistości wagony pociągu towarowego były próżne; Kilkaset metrów dalej uderza z pełnym impetem w jadący do Łodzi ekspres z Kołobrzegu – rzeczywista prędkość pociągu towarowego wynosiła w momencie zderzenia 33 km/h, a do Łodzi jechał pociąg osobowy; Kilkadziesiąt tysięcy ton rozpędzonej stali miażdży pociąg wiozący śpiących pasażerów – w rzeczywistości masa obu pociągów nie przekraczała 900 ton).
Zdarzyło się także, że katastrofa kolejowa pod Otłoczynem została całkowicie pominięta w zestawieniach największych katastrof kolejowych, jakby nigdy nie nastąpiła.

## Uczczenie pamięci ofiar

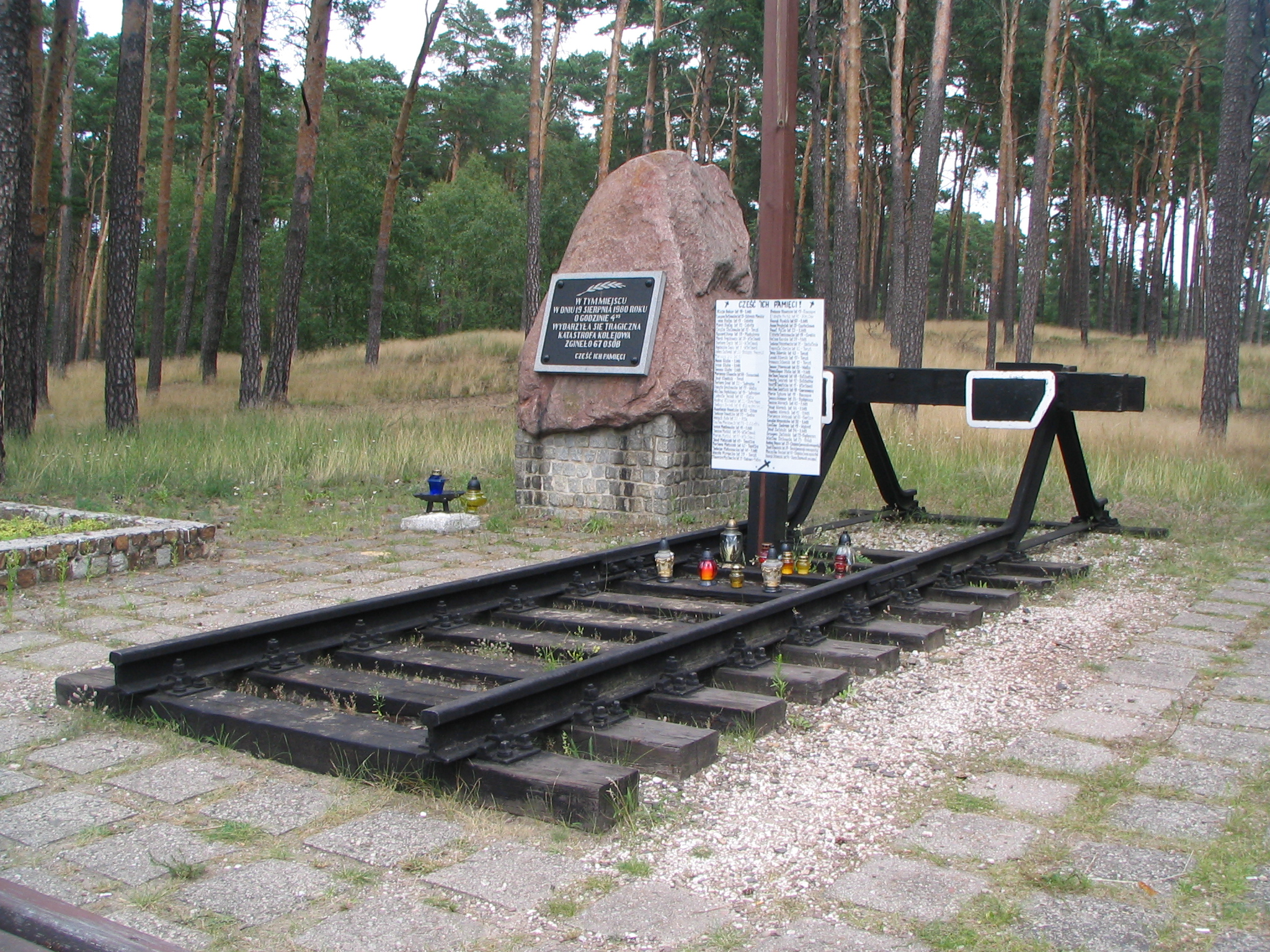
Pomnik na miejscu katastrofy kolejowej pod Otłoczynem. Tabliczki z nazwiskami ofiar przymocowane do podkładów zostały skradzione

Obok miejsca zderzenia pociągów, w lesie przy torach kolejowych, w odległości około 200 metrów od drogi krajowej nr 91 (na około 202 jej kilometrze) został postawiony przez parafian z Otłoczyna drewniany krzyż z napisem z metaloplastyki w brązie „ABY ŻYCIE MIELI” – Chrystus oddał swe życie, abyśmy wieczne życie mieli. Przystąpiono do załatwiania formalności prawnych, by uzyskać zgodę na postawienie pomnika upamiętniającego zmarłych w katastrofie pod Otłoczynem. Projekt pomnika wykonał Jacek Marek Krzyżyński z Otłoczyna, a organizacją całego przedsięwzięcia zajmował się proboszcz parafii Otłoczyn ks. Ryszard Kwiatkowski.
W ciągu jednej doby, w porze nocnej, władze PRL województwa toruńskiego postawiły pomnik w formie głazu narzutowego, na którym zamocowano tablicę z napisem:

W DNIU 19 SIERPNIA 1980 ROKU

O GODZINIE 4:35

WYDARZYŁA SIĘ TRAGICZNA

KATASTROFA KOLEJOWA

ZGINĘŁO 67 OSÓB

CZEŚĆ ICH PAMIĘCI

Nie powstrzymało to jednak mieszkańców Otłoczyna przed postawieniem pomnika, o który prosił Prymas Polski kardynał Stefan Wyszyński. Zmodyfikowano projekt pomnika wspólnie z kompozycją głazu, ale zachowując charakter religijny całości. Według wizji autora pomnika tor kolejowy przedstawia nasze życie doczesne, na nim umieszczono tabliczki mosiężne z nazwiskami osób, które zginęły w tym wypadku, pogrupowane rodzinnie. Krzyż – przejście w inną formę życia. Dalej tor kolejowy według wizji twórcy pomnika symbolizujący życie pozagrobowe i kozioł oporowy symbolizujący koniec świata, a na nim miedziana świeca paschalna – symbol zmartwychwstania. Przed kozłem oporowym postawiono tablicę z cytatem z Księgi Mądrości (Mdr 2, 23–3, 6).

Zdało się oczom głupich, że pomarli,

zejście ich poczytano za nieszczęście i odejście od nas

za unicestwienie a oni trwają w pokoju

Choć nawet w ludzkim rozumieniu doznali kaźni,

nadzieja ich pełna jest nieśmiertelności

Całość komponowały kwietniki i murki oporowe. W budowie wykonywanej przez parafian Otłoczyna aktywnie pomogli kolejarze z Solidarności Parowozowni i Lokomotywowni Toruń, którzy dostarczyli elementy kolejowe pomnika.
Pomnik był wielokrotnie profanowany, a świeca paschalna i tabliczki kradzione, odnajdywane na pobliskich skupach złomu.
Dwukrotnie autor pomnika montował nowe tabliczki i świecę paschalną, ale nie powstrzymało to wandali przed zaborem elementów z metali kolorowych.
W 2003 roku przed kolejną rocznicą z inicjatywy Zakładu Przewozów Regionalnych w Bydgoszczy dokonano renowacji pomnika. Odnowiono tabliczki z nazwiskami ofiar, odświeżono tor i kozioł oporowy, wstawiono nowy krzyż.
Pomnik ponownie obrabowano w 2005 roku. Zginęły wszystkie tabliczki i nie udało się ich odzyskać. Listę ofiar sporządzono na tablicy z plastiku i zamocowano na krzyżu.
Niepisaną tradycją wśród maszynistów z Bydgoszczy i Torunia jest zwyczaj podawania sygnału Rp 1 Baczność w momencie mijania miejsca katastrofy.